# Nikolaus von Langenberg

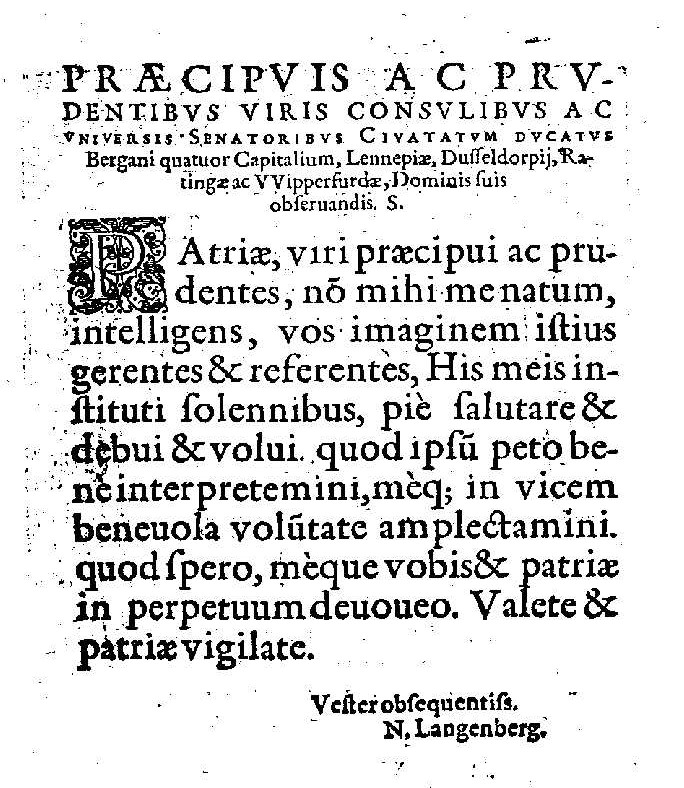
Widmung der Dissertation des Nikolaus von Langenberg 1597

Nikolaus von Langenberg (* 1575 oder 1576 in Wipperfürth/heutiger Oberbergischer Kreis; † um 1627) war ein deutscher Jurist, Diplomat und Staatsphilosoph im Dienst der Kurfürsten von Brandenburg und des Königs von Frankreich.

## Herkunft, Familie und frühe Tätigkeit
Nikolaus von Langenberg war ein Sohn des Wipperfürther Ratsmitgliedes und Bürgermeisters Luther von Langenberg und dessen Frau Sophia von der Leyen, deren Allianzwappen noch heute auf dem 1598 errichteten Marktbrunnen in Wipperfürth zu finden ist. Sozial gehörte er damit zu den landtagsfähigen Ratsfamilien der vier „Hauptstädte“ (Lennep, Düsseldorf, Ratingen, Wipperfürth) im Herzogtum Berg. In seinen Schriften und seinem umfangreich erhaltenen Briefwechsel geht hervor, dass er über eine ausgezeichnete humanistische Bildung mit sehr guter Kenntnis der lateinischen und der französischen Sprache verfügte. Nach seinen eigenen Worten hatte er aber einen impulsiven Charakter, der mehrfach zu erhebliche persönlichen Problemen führte.
Sein Bruder Melchior und sein Neffe Gottfried von Langenberg, die wie er selbst seit etwa 1615 einen geschachten Sparren in ihrem Wappen führten, waren 1610–1823 führend in der Organisation der Herrschaft Gimborn-Neustadt (heute die Städte Gummersbach und Bergneustadt) des Reichsgrafen Adam von Schwarzenberg tätig.
Nach einer kurzen militärischen Ausbildung studierte er Rechtswissenschaft u. a. am Collegium Juridicum in Köln und promovierte Ende 1596 in Würzburg bei dem Strafrechtler Johann von Driesch. Anschließend trat er in den Dienst des spanischen Statthalters der Niederlande, Erzherzog Albrecht VII. von Österreich, nahm als Gehilfe des obersten Militärrichters (Auditor) am Kriegszug des Francisco de Mendoza am Niederrhein teil und wurde selbst Militärrichter in den Ämtern Geldern und Straelen sowie in der Festung Rheinberg. Als solcher verfasste er 1601 ein Pamphlet gegen die Zustände am Hof des Herzogs von Jülich-Kleve-Berg in Düsseldorf, wurde dort verhaftet und mehrere Monate in der Festung Jülich inhaftiert.
1616 wurde er Bürger der Stadt Köln, wo er die am Rhein gelegene Hofanlage der Grafen von Nassau-Hadamar kaufte, die 1628 von seinen Söhnen an Graf Sebastian von Hatzfeld (Adelsgeschlecht) zu Crottorf verkauft wurde.

## Ehe und Kinder
Um 1598 heiratete er Gertrud Degener, wahrscheinlich Schwester des Duisburger Ratsherrn Heinrich Degenervund Tochter des Juristen Dr. Stephan Degener aus Wesel und dessen Ehefrau Sophia von Lintelo, deren Neffe Timon von Lintelo zu den wichtigsten Reiterführern in der ersten Phase des Dreißigjährigen Krieges gehörte („Lintelosche Reiter“). Aus dieser Ehe gingen mindestens zehn Kinder hervor, u. a.
- Lotharius, der 1628 mit seinem Bruder Johann Wilhelm das Haus in Köln verkaufte. Rittmeister in der Armee des Matthias Gallas, zuletzt um 1635 nachweisbar in Komotau/Nordböhmen.
- Sophia Agnes von Langenberg, die gegen den Willen des Vaters in das Kölner Klarissen-Kloster eintrat und 1627 als Hexe im Schloss der Kurfürsten von Köln in Lechenich erwürgt wurde.
- Johann Friedrich, 1623 Gehilfe des Vaters im Kriegszahlamt in Emmerich, später vermutlich Hofpfalzgraf in Graz.

## Tätigkeit als brandenburgischer Diplomat und Kommissar
Nach dem Aussterben des klevischen Herzogshauses 1609 trat Langenberg in den Dienst des Kurfürsten Johann Sigismund (Brandenburg), wurde dessen Rat und nahm bis 1616 sehr tatkräftig dessen Interessen wahr:
- 1609 Entgegennahme der Huldigung im Herzogtum Berg.
- 1610 Verhandlungen mit der Abtei Siegburg über deren Neutralität.
- 1611 Verhandlungen mit Erzherzog Albrecht VII. von Österreich in Brüssel wegen der jülich’schen Herrschaften Breskesand (Flandern) und Winnenthal (Brabant)
- 1611 Verhandlungsführer im Aachener Religionsstreit, teilweise gemeinsam mit dem französischen Diplomaten und Staatsphilosophen Jean Hotman.
- 1612 Mission nach Paris, wo er am königlichen Hof über die Religionsverhältnisse in Jülich vortrug. Diese Tätigkeit brachte ihm offenbar den Titel „Geheimer rat der Königlichen Majestät in Frankreich“ ein, den er 1616 führte. Nach seiner Rückkehr musste er sich gegen Vorwürfe verteidigen, er unterhalte geheime Beziehungen mit dem Pariser Hofprediger, dem Jesuiten Pierre Coton.
- 1612 Vertreter auf dem Münzprobationstag in Köln (Niederrheinisch-Westfälischer Reichskreis).
- 1613 Ausarbeitung einer Defensions- und Wachtordnung für das Herzogtum Berg.

## Protest, Haft und Unterwerfung
Der im Vertrag von Xanten Ende 1614 vorgesehene Abzug der spanischen Truppen unter Ambrosio Spinola und der im Auftrag Brandenburgs agierenden niederländischen Truppen unter Moritz von Oranien aus den Herzogtümern Jülich-Kleve-Berg, der Grafschaft Mark und der Grafschaft Ravensberg erfolgte nicht. Nach der Übergabe des Klosterberges durch den Abt von Siegburg an die Spanier reiste Langenberg im Frühjahr 1615 nach Berlin und forderte dort im Geheimen Rat Maßnahmen Brandenburgs zur Vertreibung der Spanier aus den
niederrheinischen Territorien. Da Langenbergs Streit mit dem Siegburger Abt eskalierte, verfasste er Ostern 1616 eine Schrift („Einfältiger Diskurs“), in der er die Untätigkeit der Adligen in den niederrheinischen Herzogtümern geißelte und sie aufrief, mit Waffengewalt alle fremden Truppen aus dem Land zu jagen.
Als es dann seit Mitte 1616 zu wechselseitigen Beamtenentlassungen der beiden am Niederrhein regierenden, aber verfeindeten „possidierenden Fürsten“ Georg Wilhelm (Brandenburg) und Wolfgang Wilhelm (Pfalz-Neuburg) kam, wurde Langenberg im August 1617 von den klevisch-märkischen Landräten damit beauftragt, bei Johann Sigismund (Brandenburg) vorstellig zu werden. Im September 1617 protestierte Langenberg vor dem Kurfürsten in Königsberg mit äußerst scharfen Worten gegen die Verhältnisse am Niederrhein und verglich die Maßnahmen der Kurprinzen Georg Wilhelm mit denen eines Tyrannen. Dieser befahl im Juni 1618 die Verhaftung Langenbergs, dessen Fluchtversuch aus einem „oberen Gemach“ in Kleve scheiterte und der daraufhin zeitweise im Verlies der Klever Schwanenburg eingekerkert wurde. Erst nach über zweieinhalbjähriger Haft in Kleve wurde er auf Betreiben des in Berlin mächtig gewordenen Ministers Adam von Schwarzenberg entlassen.
1623 übertrug Schwarzenberg ihm die Leitung des brandenburgischen Kriegszahlamtes in Emmerich, das für die Finanzierung der brandenburgischen Truppen am Niederrhein zuständig war. Da dieses Amt unabhängig von der klevischen Regierung agierte und konsequent die Kriegssteuern eintrieb, kam Langenberg vor Ort unter starker persönlichen Druck. Ende 1624 wurde das Kriegszahlamt aufgelöst. Langenberg wurde zwar nach einer Reise nach Berlin dem klevischen Hofgericht in Emmerich zugewiesen, doch am Niederrhein wurde von den Kanzeln gepredigt, er werde wegen Unterschlagungen gesucht.
Daraufhin reiste Langenberg Mitte 1625 nach Paris, wo er sich zehn Monate am königlichen Hof aufhielt. Bis Namur als Begleiter des Fürsten Christian II. kehrte er 1626 als französischer „Rat vom Staate in Deutschland“ nach Emmerich zurück, wo sich seine Spur verliert. Kurfürst Georg Wilhelm von Brandenburg erkundigte sich im Herbst 1626 vergeblich bei der klevischen Regierung nach seinem „treuen Diener“ Langenberg, der in ein Inquisitionsverfahren verwickelt sei. Gemeint war damit offenbar der Hexenprozess gegen seine Tochter Sophia Agnes von Langenberg.

## Staatsphilosophie
Langenbergs Staatsphilosophie kommt in seinen Schriften klar zum Ausdruck und kann durch die Begriffe Tradition, religiöse Toleranz und Stoa gekennzeichnet werden:
- Landesherr und Landstände entscheiden in allen wichtigen Fragen gemeinsam zum Wohl („gemeinen Besten“) aller Untertanen, indem der Fürst den Rat der Stände einholt. Grundsätzlich ist der Landesherr zwar bei seinen Entscheidungen nicht an die Auffassung der Stände gebunden, doch darf er die Privilegien der Stände (z. B. Selbstversammlungsrecht) nicht antasten, ebenso wenig die natürlichen Rechte aller Menschen. Handelt der Fürst gegen diese Rechte und Privilegien, so ist er ein Tyrann und kann durch das Wide4rstandsrecht beseitigt werden.
- Religion ist grundsätzlich Privatsache. Daher ist auch die Religionszugehörigkeit des Landesherrn unwichtig; dieser ist von allen Untertanen als Fürst zu akzeptieren. Umgekehrt darf der Fürst keinen Untertan wegen seiner Religion benachteiligen. Langenberg lehnt sogar Religionsfrieden (z. B. den Augsburger Reichs- und Religionsfrieden) ab, da ein solcher bereits eine Religion zu einer Partei mache.
- Die Übel der menschlichen Gesellschaft, wie Neid, Hass und Missgunst, habe man zu ertragen und tapfer in der Öffentlichkeit für das Gute und das Recht einzutreten. Obwohl Gott bereits den Ablauf der Welt vorherbestimmt habe, müsse man so lange kämpfen, bis man erkenne, dass dies offensichtlich zwecklos sei.

Diese Ansichten Langenbergs sind primär durch seine Herkunft aus der bürgerlichen Oberschicht eines Reichsterritoriums (Herzogtum Berg) bestimmt, in dem besonders am Ende des 16. Jahrhunderts die Städte eine starke Stellung auf dem Landtag einnahmen, auf dem die Geistlichkeit überhaupt nicht vertreten war. Hinzu kam die Bedeutung erasmischer Gedanken am Niederrhein, insbesondere durch Konrad Heresbach. Deutlich erkennbar sind in Langenbergs Schriften die Einflüsse des Neostoizismus durch Justus Lipsius.

## Schriften
gedruckt
- 1594: De eo quod metus causa gestus erit. Köln (Petreus Keschedt). Disputationsschrift des Collegium Juridicum der Universität Köln; Bayer. Staatsbibl. München, 4 Diss. 1332 Beibd. 14.
- 1596: De maleficis conclusiones octo, iuncta conclusione una cum suis fundamentis membratim explicata, de collectando. Würzburg (Georgius Fleischmann). Dissertation der jurist. Fakultät der Universität Würzburg; Württ. Landesbibl. Stuttgart, Jur. Diss. 4059.
- 1616: Einfeltiger Discurs darinnen der Gülischen Landt und Leutte betrübter und gefehrlicher zustandt kurtzlich vorgebildet, unnd auff des Herrn Abten zu Syberg, unlangst in Truck gegebene Schrifft, so viel die Chur: unnd Fürstliche Räht und Commissarien damitten ungütlich angezogen, gleichsam nach notturft geantwort wirdt. Kleve (ohne Angabe des Druckers). Online
- 1617: Außführlicher Discvrs Von der Gülchischen Landen und Leuten hochbetrübten und gantz gefährlichen Zustand: Auch notwendige Antwort Auff deß Herrn Abten zu Syberg unlängst in offenen druck gegebene Schrift, darinnen die Chur- unnd Fürstliche Rähte und Commissarien ungütlich angezogen werden. Auß dem Clevischen Exemplar nachgetruckt. o. O. (ohne Angabe des Druckers). Neu hrsg. und bearb. von Franz Josef Burghardt mit Register in: „... kein der schlechtesten Oerter einer“ Beiträge zur Geschichte der Stadt Wipperfürth. Festschrift zum 25-jährigen Bestehen des Heimat- und Geschichtsvereins Wipperfürth e. V., Hrsg. Heimat- und Geschichtsverein Wipperfürth e. V., Wipperfürth 2006. S. 45–100.

handschriftlich
- 1617: Vortrag unndt Werbung Wie dieselbe, für dem Durchleuchtigst Hochgebornen Meinem Gnedigsten Herrn, Marggraven zue Brandenburg [...] erst mundtlich, hernacher schrifftlich unterthenigst abgelegt unndt ubergeben ... Betreffendt Der Gulischen unndt Clevischen Landtschafften gefährlichen Verlauff, unndt ietzt hochbeschwärlichen Zustandt. Königsberg i. Pr. Neu hrsg. und berarb. von Franz Josef Burghardt, Die Beschwerde der klevisch-märkischen Landräte bei Kurfürst Johann Sigismund in Königsberg 1617. In: Annalen des Historischen Vereins für den Niederrhein 212 (2009), S. 235–265.
- 1619: Supplication D. Langenbergen. Kleve 22. März 1619; Geh. StA PK Berlin, I HA, Rep. 34, Nr. 64h (unfol.), 50 Bl. Neu hrsg. und bearb. von Franz Josef Burghardt, Daß es die Welt offenbar anderst haben will. Die Bittschrift des Rates Nikolaus von Langenberg an Kurprinz Georg Wilhelm von Brandenburg 1619. In: Düsseldorfer Jahrbuch 81 (2011), S. 23–66.